# Plansichter

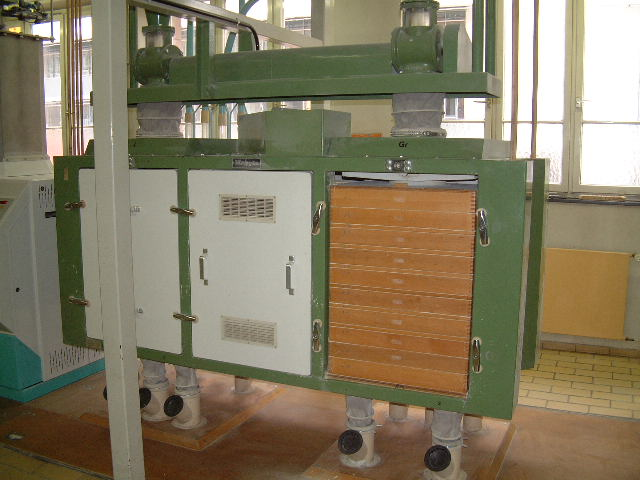
Plansichter.

Un plansichter est une machine généralement utilisée dans les moulins et autres minoteries. Il permet, par blutage, la séparation des différents finots, semoules et farines. Le terme plansichter vient des deux mots allemands plan, qui signifie « plan », et sichter, qui signifie « blutoir » ou « tamis », ce qui permet de traduire par « tamisage plan », par opposition au blutoir traditionnel rotatif autour d'un axe horizontal.

## Conception

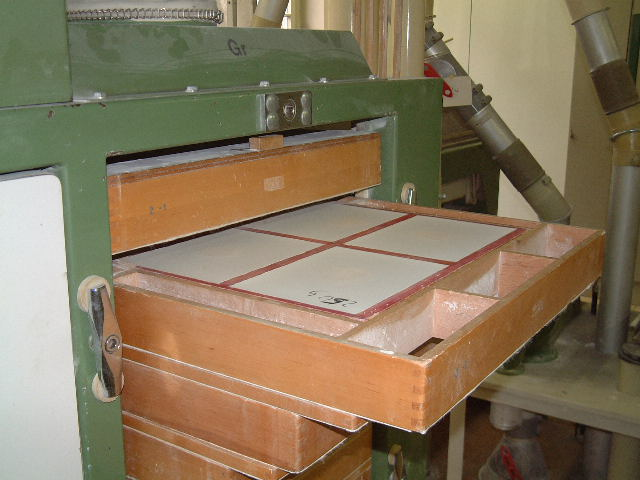
Tamis d'un plansichter.

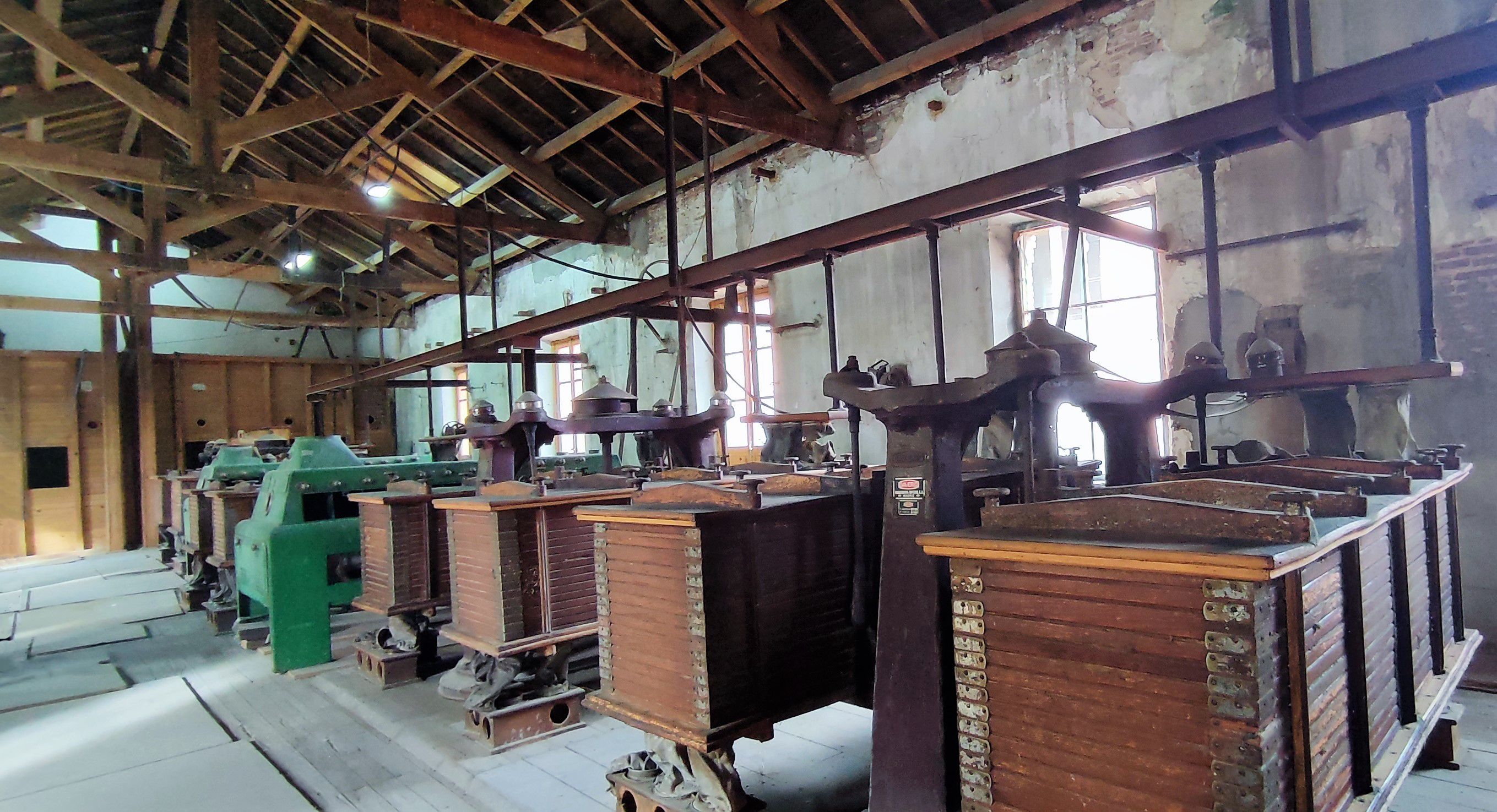

Le plansichter peut se composer de plusieurs caisses, elles-mêmes composées de plusieurs cadres porte-tamis, chaque porte-tamis peut recevoir un tamis d'une ouverture de maille déterminée afin de pouvoir tamiser les différents produits de mouture et ainsi faire le classement des semoules, finots et farine.
Les caisses sont fixées à un châssis suspendu au plafond par des « rotins » en bois ou en fibre de verre. Un moteur à excentrique permet de donner à l'ensemble des caisses un mouvement rotatif plan.